# Magda Sawon
Magda Sawon és una marxant d'art, galerista d'art contemporani i una figura del món de l'art propietària de la Galeria Postmasters de Nova York (amb el seu espòs Tamas Banovich), una galeria per a artistes contemporanis joves i establerts, especialment aquells que treballen en nous mitjans, en el barri de Tribeca de Nova York. La galeria és considerada una de les "galeries experimentals líders" a la ciutat.
Nascuda el 1955, Magdalena Sawon va arribar a Manhattan des de Polònia en 1981, després d'haver estudiat història de l'art a Varsòvia, especialitzant-se amb un màster en japonisme. Després de treballar en una sabateria, i arran d'una classe que va rebre a The New School impartida per Estelle Schwartz, es va posar en contacte amb el seu soci Tamas Banovich, obrint una galeria d'art en East Village entre els carrers 4th i 5th al desembre de 1984. El nom de la galeria fa referència a l'etapa posterior a mestres europeus, al·ludeix al postmodernisme i també apunta al seu interès pel Mail Art.
El 1988 Sawon i Banovich van traslladar la seva galeria a un loft del Soho de Nova York, entre els carrers Greene i Spring. Posteriorment, la galeria es va tornar a traslladar, aquesta vegada al barri de Chelsea (1998) i finalment es va establir a Tribeca l'octubre de 2013.
El 2002 Sawon va vendre una obra de la seva galeria (dels artistes Jennifer i Kevin McCoy) al Metropolitan Museum of Art, fet que ella mateixa va descriure com un punt culminant de la seva carrera. Sawon va ser escollida membre de la junta directiva de Rhizome el 2002. També és membre fundadora de la fira d'art de Miami SEVEN, inaugurada el 2010.